# Антроподермический переплёт

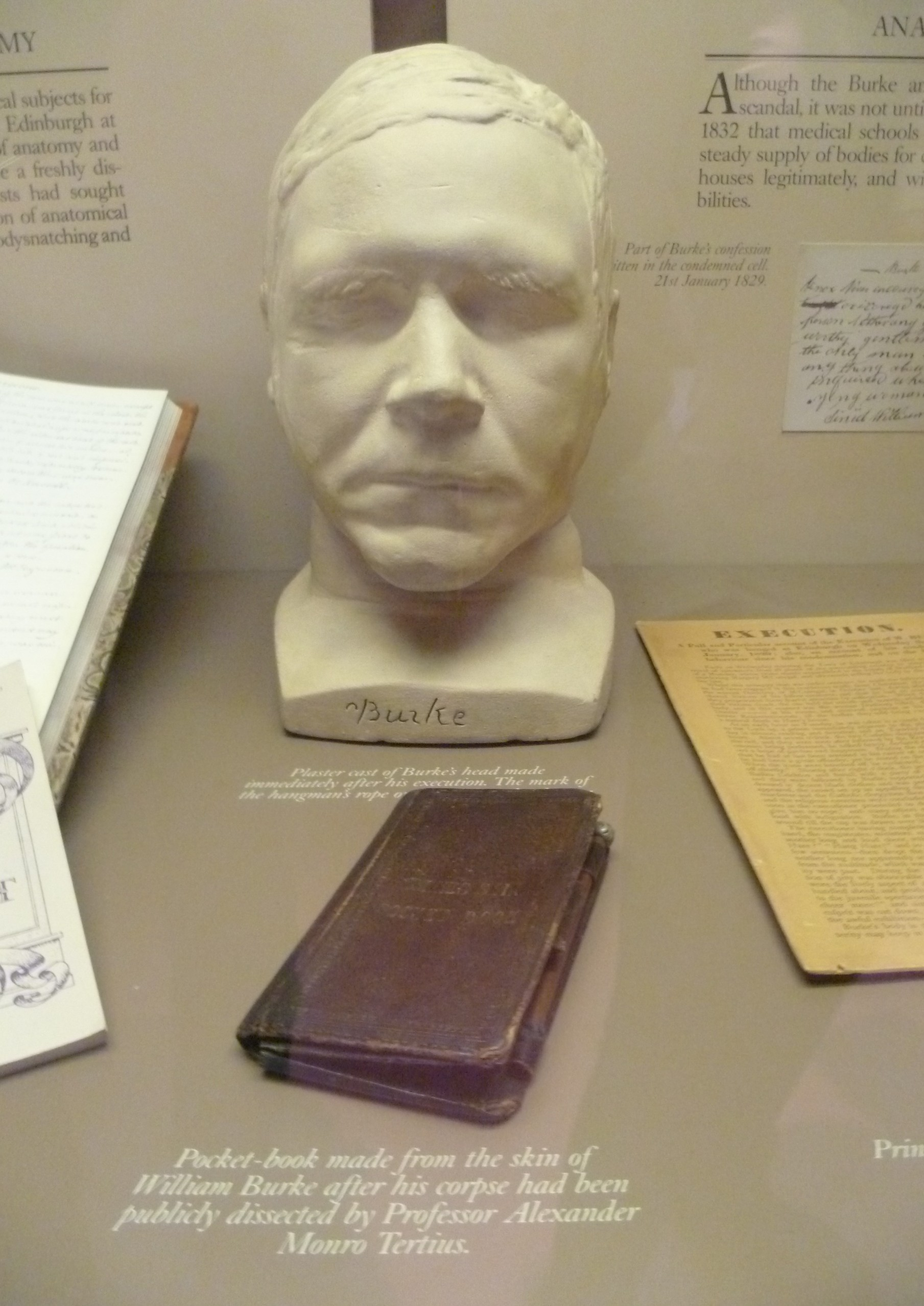
Книга, переплетённая кожей серийного убийцы Уильяма Бёрка, выставленная в Зале хирургов в Эдинбурге.

Антроподермический переплёт — книжный переплёт, изготовленный из человеческой кожи. Сегодня данная техника не используется, но в XVII—XIX веках она была распространена достаточно широко. Практика антроподермического переплёта неразрывно связана с практикой дубления человеческой кожи после диссекции тела донора.

## Образцы переплётов
Сохранившиеся образцы текстов в антроподермических переплётах включают в себя чаще всего книги по анатомии, переплетённые в кожу трупа из анатомического театра; книги, переплетённые в человеческую кожу в соответствии с завещанием донора после его смерти (так называемые автоантроподермические переплёты); копии уголовных дел, переплетённые в кожу казнённого по их итогам преступника. Наиболее известный пример последнего — знаменитое убийство в Красном амбаре (1827); материалы дела были переплетены в кожу казнённого убийцы Уильяма Кордера.
Библиотеки многих университетов, входящих в Лигу плюща, имеют в своих коллекциях одну или несколько книг в переплётах из человеческой кожи. В коллекции редких книг Юридической школы Гарварда есть переплетённая в человеческую кожу книга «Practicarum quaestionum circa leges regias Hispaniae», трактат по испанскому законодательству, где приводится ряд случаев, решения по которым являются неубедительными. Надпись на последней странице книги гласит:
Переплёт этой книги — всё, что осталось от моего доброго друга Джонаса Райта, с которого заживо содрали кожу африканцы вайюма 4 августа 1632 года. Король Бтеса отдал мне книгу — одну из немногих оставшихся от бедного Джонаса вещей, а также лоскут его кожи для переплёта. Requiescat in pace.
В Библиотеке имени Джона Хэя в Брауновском университете хранятся три книги в антроподермических переплётах, в том числе редкая копия энциклопедии «О строении человеческого тела» Андреаса Везалия.
Книга французского астронома Камиля Фламмариона «Les terres du ciel» («Небесные миры») (1877) была переплетена в человеческую кожу, пожертвованную женщиной-почитательницей учёного.
Несколько ранних копий книги Дейла Карнеги «Неизвестный Линкольн» имели переплёты со вставками из кожи негра; на вставках выдавливался заголовок. Чёрная человеческая кожа из экземпляра, принадлежащего библиотеке Темпльского университета, принадлежала чернокожему, умершему в Балтиморской больнице, и была снята компанией «Jewell Belting Company».
В Национальной библиотеке Австралии есть поэтический сборник XVIII века с надписью на первой странице: «Переплетено в человеческую кожу». Другая подобная книга находится в коллекции Университета Джорджии.
Несколько переплетённых антроподермическим образом книг по анатомии, включая как минимум одну, принадлежавшую и подготовленную к переплетению известным биологом и анатомом Джозефом Лейди, хранятся в музее медицинской истории Мюттера при филадельфийском Колледже врачей. Все книги находятся в открытой экспозиции.
Имеются сведения об экземпляре романа маркиза де Сада «Жюстина», переплетённом в человеческую кожу.